# Abd al-Wahid Pallavicini
Abd al-Wahid Pallavicini, nato Felice Pallavicini (Milano, 29 aprile 1926 – Milano, 12 novembre 2017), è stato un islamista italiano, figura del sufismo in Europa.
È fondatore in Francia dell'Istituto di studi islamici avanzati di Lione, della Comunità Religiosa Islamica Italiana e dell'Accademia degli studi interreligiosi.

## Biografia
Discendente di una nobile famiglia lombarda, Felice Pallavicini è nato a Milano nel 1926. Dopo aver studiato medicina, la sua ricerca spirituale lo ha portato a convertirsi all'Islam nel 1951.